# Felleries
Felleries é uma comuna francesa na região administrativa de Altos da França, no departamento do Norte. Estende-se por uma área de 19.49 km². Em 2010 a comuna tinha 1 453 habitantes (densidade: 74,6 hab./km²).